# Chronologie van de menselijke zwangerschapsontwikkeling

## Veranderingen per week zwangerschap

### Postmenstruele leeftijd versus conceptionele leeftijd
De postmenstruele leeftijd is de tijd die is verstreken sinds het begin van de laatste menstruatie, die doorgaans of standaard twee weken vóór de feitelijke bevruchting plaatsvindt. De conceptionele leeftijd is leeftijd van het embryo of de foetus vanaf het moment van de bevruchting. Niettemin is menstruatie historisch gezien het enige middel geweest om de embryonale/foetale leeftijd te schatten, en het is nog steeds de veronderstelde maatstaf, tenzij anders gespecificeerd. De werkelijke duur tussen de laatste menstruatie en de bevruchting kan echter enkele dagen afwijken van de standaard twee weken.
De eerste week van de conceptionele leeftijd is dus al week drie, gerekend met de conceptionele leeftijd.
Bovendien is het getal van de week één meer dan de werkelijke leeftijd van het embryo/de foetus. Het embryo is bijvoorbeeld in de 1e week na de bevruchting 0 weken oud.
De volgende tabel geeft een overzicht van de verschillende expressiesystemen tijdens weeknummer x van de zwangerschap.

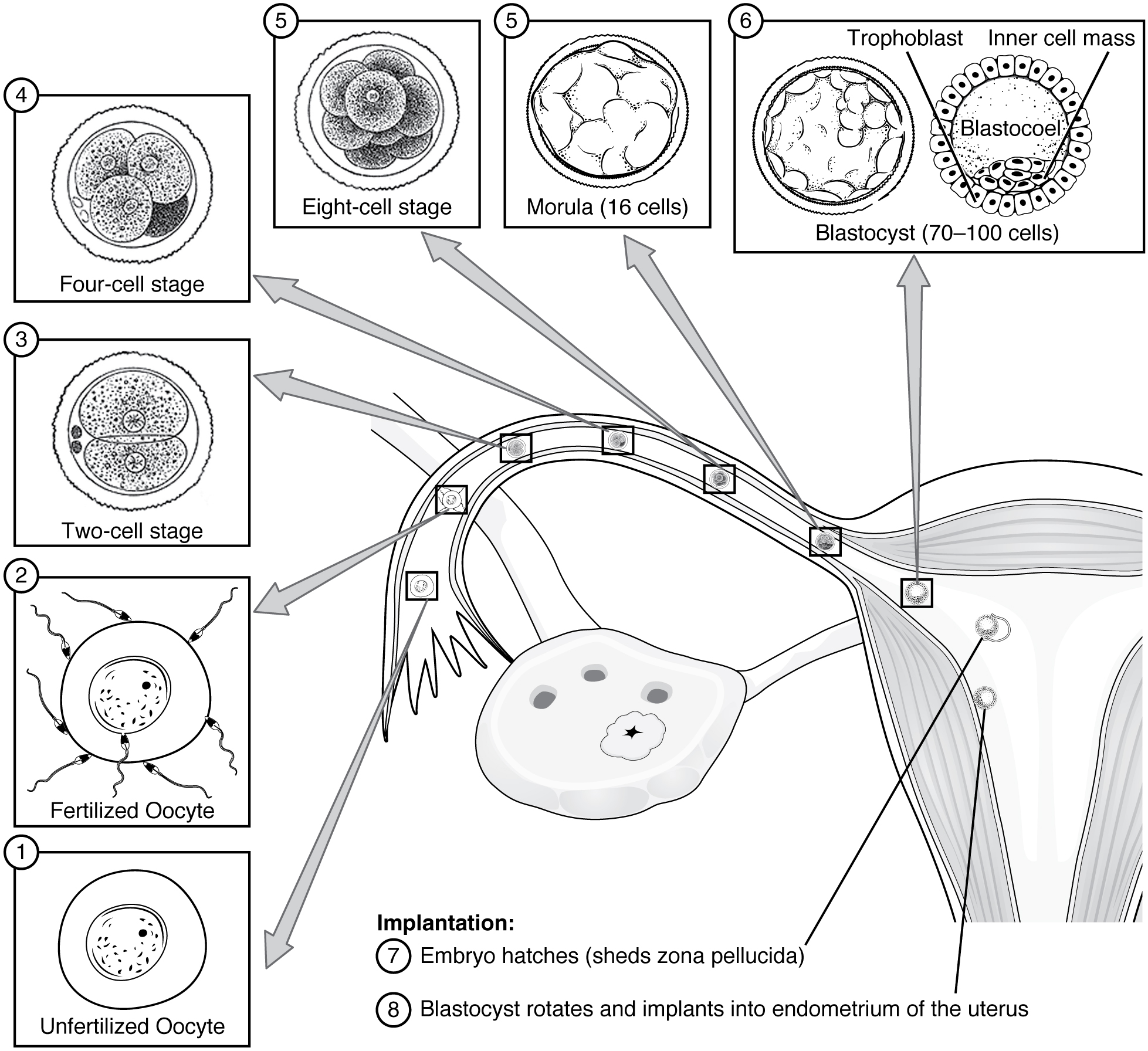
Vroege ontwikkeling van het menselijk embryo vanaf ovulatie tot en met innesteling

|                         | Weeknummer | Begin (in weken) |
| Postmenstruele leeftijd | x          | x-1              |
| Conceptionele leeftijd  | x-2        | x-3              |

### Week 1
Postmenstruele leeftijd: 1-7 dagen na de laatste menstruatie.
Conceptionele leeftijd: Week nr -2. -14 – -7 dagen vanaf laatste menstruatie.
- Ovariële follikel

### Week 2
Postmenstruele leeftijd: 1 week en 6 dagen. 8-14 dagen na de laatste menstruatie.
Conceptionele leeftijd: Week nr -1. -7 – -1 dagen vanaf laatste menstruatie.
- Rijpend ovariële follikel

### Week 3

Schematische weergave van de ontwikkeling van een menselijke zygote tot een embryo van 23 dagen (conceptionele leeftijd).

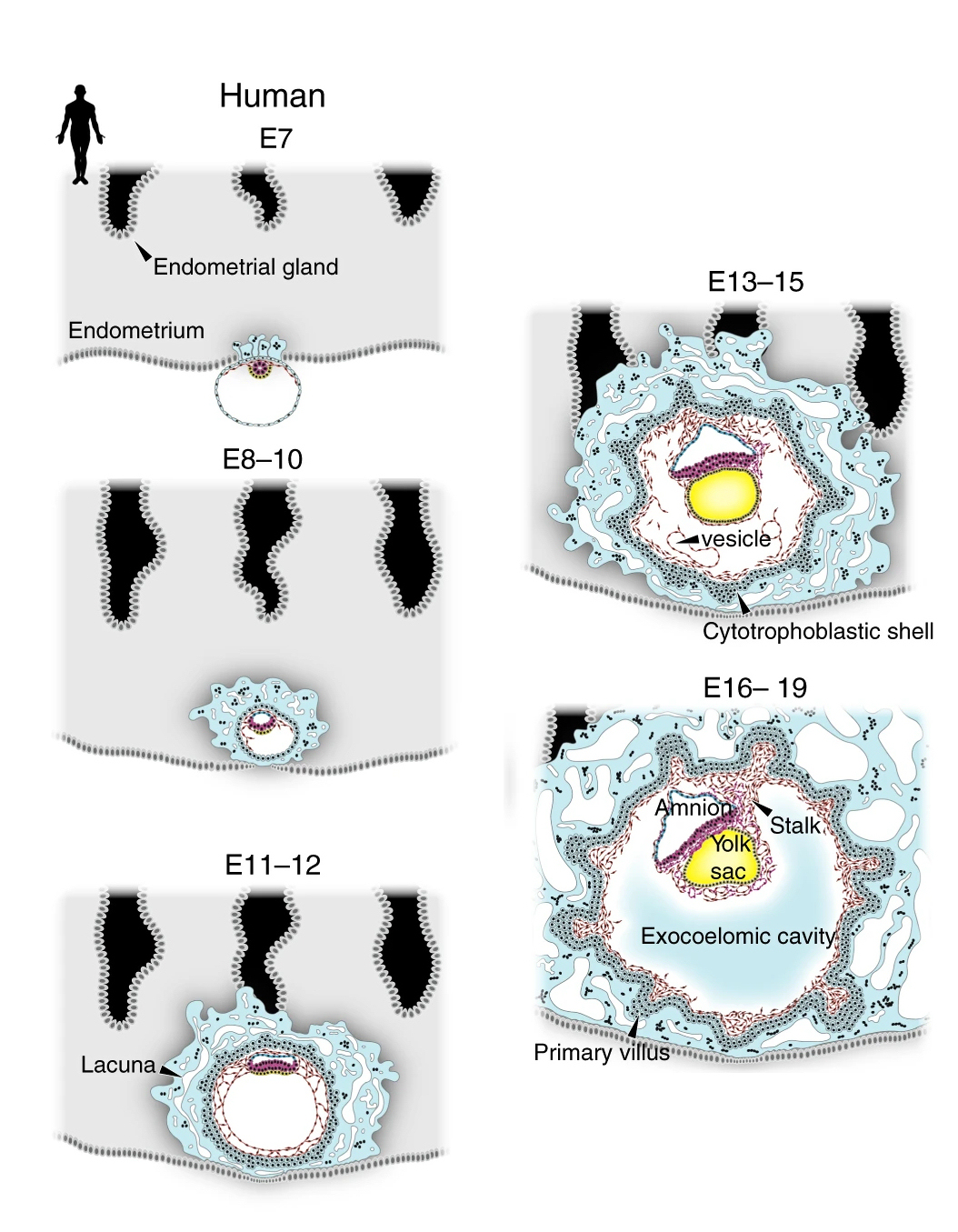
Embryonale stadia van de mens worden weergegeven in het Carnegie-stadium en embryonale dagen (vanaf de bevruchting) (E). De secundaire dooierzak is geel gemarkeerd. De tekeningen zijn gebaseerd op representatieve histologische secties van menselijke embryo's.

Postmenstruele leeftijd: 2 weken en 0 dagen tot en met 2 weken en 6 dagen oud. 15-21 dagen na de laatste menstruatie.
Conceptionele leeftijd: Week nr 1. 0 (hele) weken oud. 1–7 dagen vanaf de bevruchting.
- Ovulatie en bevruchting van de eicel, de menselijke zygote. (dag 1 van de bevruchting[1])
- Vorming corpus luteum (dag 1-8 na ovulatie).
- Degeneratie corpus luteum (dag 9-14 na ovulatie).
- De zygote ondergaat  klievingsdelingen, maar wordt niet groter. Er vormt zich een holte die het blastocystestadium markeert. (dag 1,5–3 van de bevruchting.[1])
- De blastocyste bevat slechts een dunne rand van trofoblastcellen en aan één uiteinde een klompje cellen, bekend als de ‘embryonale pool’ of embryoblast, die embryonale stamcellen omvat.
- Het embryo komt uit de glashuid (zona pellucida) en nestelt in het baarmoederslijmvlies (dag 5–6 van de bevruchting.[1])
- Als scheiding in eeneiige (monozygote) tweeling plaatsvindt, zal dit 1/3 van de tijd vóór dag 5 gebeuren.[2]
- Het embryo is na zeven dagen vanaf de bevruchting 0,1 mm lang en weegt minder dan 1 gr.

### Week 4

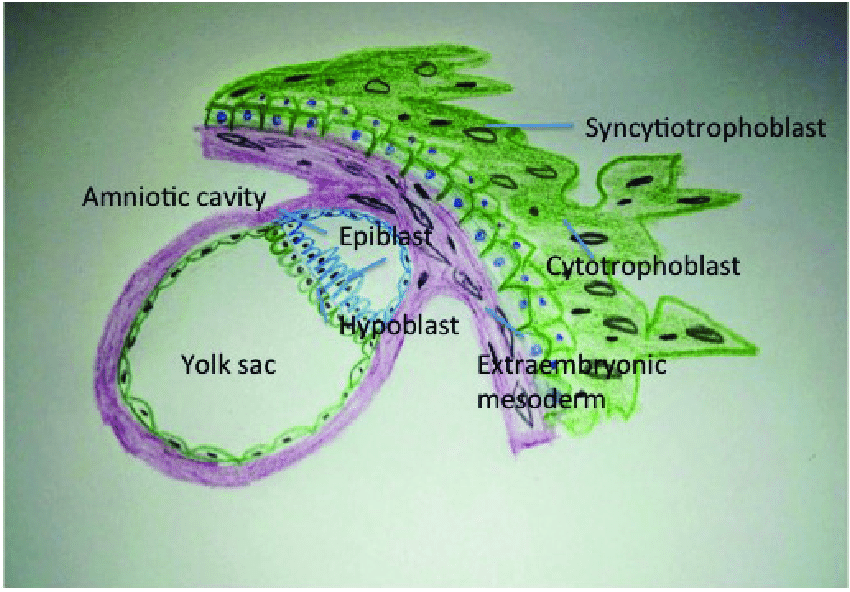
Menselijk embryo op dag 14 na de bevruchting.

Postmenstruele leeftijd: 3 weken en 0 dagen tot en met 3 weken en 6 dagen oud. 22-28 dagen na de laatste menstruatie.
Conceptionele leeftijd: Week nr 2. 1 week oud. 8–14 dagen vanaf de bevruchting.
- Trofoblastcellen, die de embryonale cellen omringen, vermenigvuldigen zich en dringen dieper door in het baarmoederslijmvlies. Ze zullen in de tweede week na de bevruchting de placenta en het chorion en het amnion, de twee foetale membranen die het embryo omringen, vormen. De blastocyste is volledig geïmplanteerd op dag 7–12 van de bevruchting.[1]
- Vorming van de dooierzak.
- De embryonale cellen worden platter en vormen de embryonale schijf of kiemschijf, die twee cellagen, de epiblast en de hypoblast, dik is.
- Als scheiding in een eeneiige tweeling plaatsvindt, zal dit 2/3 van de tijd tussen dag 5 en 9 gebeuren. Als dit na dag 9 gebeurt, is er een aanzienlijk risico dat de tweeling een Siamese tweeling is.
- De hechtsteel vormt zich. (dag 12 van de bevruchting).
- Primitieve streep ontwikkelt zich. (dag 13 van de bevruchting).[1]
- Chorionvlokken verschijnen. (dag 13 van de bevruchting).[1]
- Het embryo is na 14 dagen vanaf de bevruchting 1 mm lang en weegt minder dan 1 gr.

### Week 5

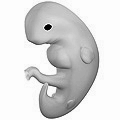
Embryo 4 weken na de bevruchting.

Postmenstruele leeftijd: 4 weken en 0 dagen tot en met 4 weken en 6 dagen oud. 29-35 dagen na de laatste menstruatie.
Conceptionele leeftijd: Week nr 3. 2 weken oud. 15–21 dagen vanaf de bevruchting.
- De chorda dorsalis vormt zich in het midden van de kiemschijf. (dag 16 van de bevruchting.[1])
- De gastrulatie begint. (dag 16 van de bevruchting.[1])
- De allantois, een van de drie vruchtvliezen (zie ook amnion en chorion) wordt op dag 16 dag van de bevruchting gevormd.
- Er vormt zich een neurale groef (toekomstig ruggenmerg) over de chorda dorsalis met aan één uiteinde een hersenenuitstulping. Neuromeren verschijnen. (dag 18 van de bevruchting.[1])
- Somieten, de oersegmenten van de toekomstige wervels, worden gevormd. (dag 20 van de bevruchting.[1])
- Er vormt zich een primaire hartbuis. De bloedsomloop begint zich te ontwikkelen in de kiemschijf. (dag 20 van de bevruchting.[1])
- De voorlopernier (pronefros) begint zich te ontwikkelen
- Het embryo is na 21 dagen vanaf de bevruchting 2 mm lang en weegt minder dan 1 gr.

### Week 6

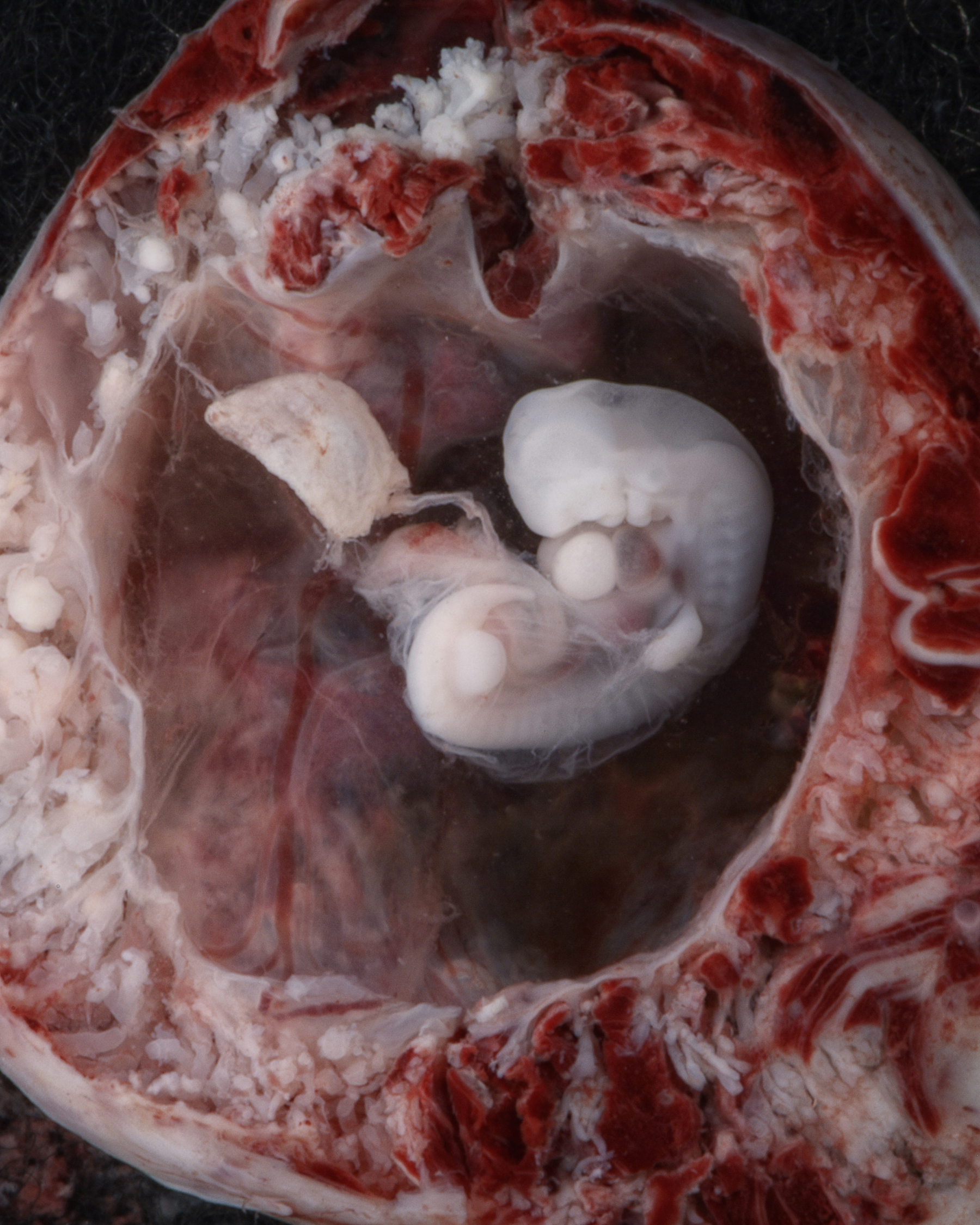
Embryo 4-5 weken oud na bevruchting in eileider

Postmenstruele leeftijd: 5 weken en 0 dagen tot en met 5 weken en 6 dagen oud. 36-42 dagen na de laatste menstruatie.
Conceptionele leeftijd: Week nr 4. 3 weken oud. 22-28 dagen vanaf de bevruchting.
- Het embryo is 4 mm lang, begint in een C-vorm te buigen en weegt minder dan 1 gr.
- Het hart vergroot, ontwikkelt zich verder en begint in een regelmatig ritme te kloppen. Het septum primum verschijnt.[1]
- De kieuwzakjes, uitstulpingen vanuit de kieuwdarm (het meest craniale deel van de voordarm), de latere farynx, vormen zich.
- De kieuwbogen, groeven die structuren van het gezicht en nek zullen vormen, vormen zich.
- De neurale buis sluit.
- De oren beginnen zich te vormen als gehoorblaasjes.
- Armknoppen en een staart (de beginselen van de toekomstige wervels) zijn zichtbaar.
- Longknoppen, de eerste kenmerken van de long verschijnen.[1]
- Leverplaat, de eerste kenmerken van de lever verschijnen.[1]
- Het buccofaryngeaal membraan scheurt. Dit is de toekomstige mond.[1]
- Het diverticulum cysticum, dat de galblaas zal worden, en dorsale alvleesklierknop, die de alvleesklier zal worden, verschijnen.[1]
- Het septum urorectale, scheidingswand tussen het deel dat zich tot het urogenitaal stelsel ontwikkelt en het deel dat de endeldarm wordt, begint zich te vormen. Zo raken de endeldarm en urogenitaal stelsel gescheiden.[1]
- Voorhoorn en achterhoorn differentiëren in het ruggenmerg.[1]
- De milt verschijnt.[1]
- De urineleiderknoppen voor het vormen van de urineleider verschijnen.[1]
- De oernier (mesonefros) begint zich te ontwikkelen.
- De lensplacode wordt gevormd.

### Week 7

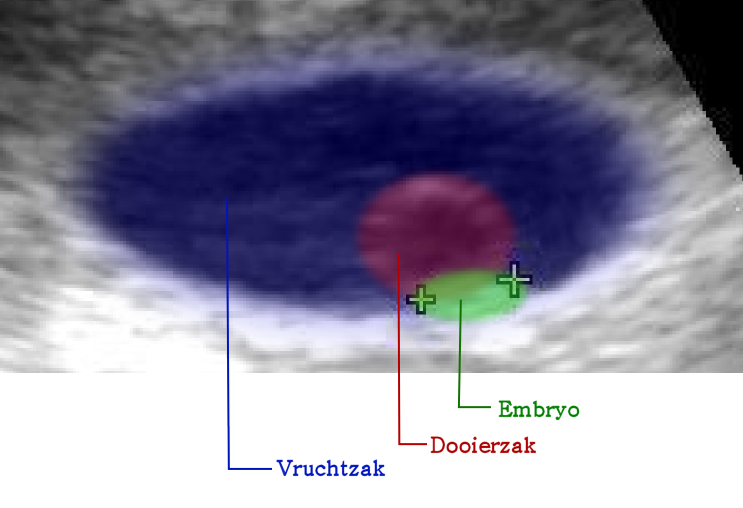
Inhoud in de holte van de baarmoeder ongeveer 5 weken vanaf de bevruchting (conceptionele leeftijd) met echografie. Het embryo is 3 mm lang. Vruchtzak, dooierzak

Postmenstruele leeftijd: 6 weken en 0 dagen tot en met 6 weken en 6 dagen oud. 43-49 dagen na de laatste menstruatie.
Conceptionele leeftijd: Week nr 5. 4 weken oud. 29-35 dagen vanaf de bevruchting.
- Het embryo is 8 mm lang en weegt ongeveer 1 gram.[3]
- De gastrulatie eindigt.
- Oogblaasjes en oogbekers vormen het begin van de zich ontwikkelende ogen.
- Neusplacoden (neusplaten) vormen zich.
- De hersenen verdelen zich in vijf blaasjes, inclusief de vroege grote hersenen.
- Ledemaatknoppen voor de benen vormen zich en handen vormen zich als platte bladen aan de armen.
- Rudimentair bloed beweegt door primitieve vaten die verbinding maken met de dooierzak en het chorionmembraan.
- De definitieve nier (metanefros) begint zich te ontwikkelen.
- De initiële maagdifferentiatie begint.[4]

### Week 8

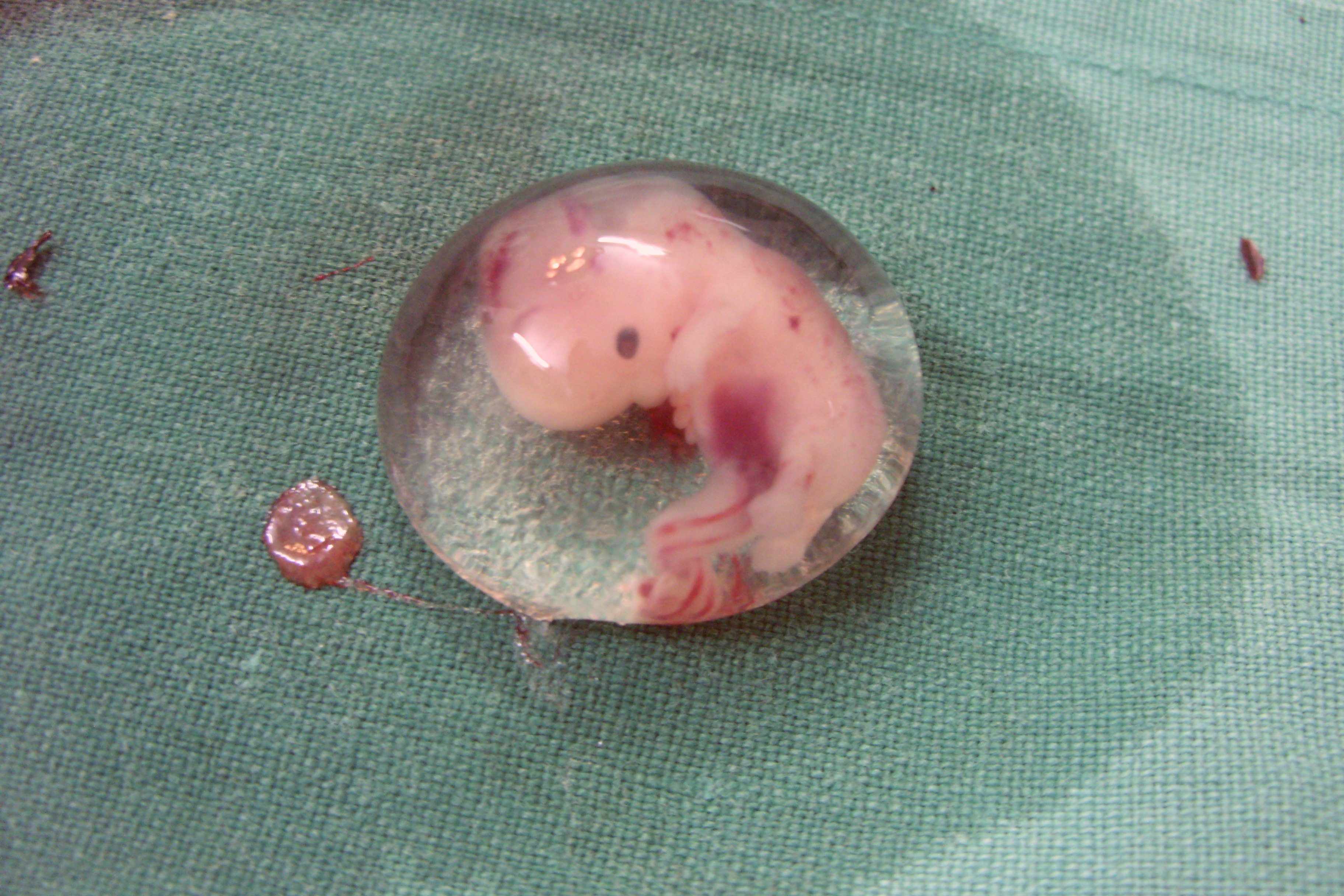
Een intact menselijk embryo met een zwangerschapsduur (postmenstruele leeftijd) van acht weken of een embryonale leeftijd (conceptionele leeftijd) van zes weken

Postmenstruele leeftijd: 7 weken en 0 dagen tot en met 7 weken en 6 dagen oud. 50-56 dagen na de laatste menstruatie.
Conceptionele leeftijd: Week nr 6. 5 weken oud. 36-42 dagen vanaf de bevruchting.
- Het embryo is 13 mm lang.
- De longen beginnen zich te vormen.
- De hersenen blijven zich verder ontwikkelen.
- Armen en benen zijn langer geworden, waarbij de gebieden van de voeten en handen te onderscheiden zijn.
- De handen en voeten hebben vingers en tenen, maar kunnen er tussen nog steeds vliezen hebben.
- De gonadale richel voor de aanleg van de gonaden (geslachtsklieren) begint waarneembaar te worden.
- Het lymfevatenstelsel begint zich te ontwikkelen.
- De belangrijkste ontwikkeling van de geslachtsorganen begint.

### Week 9

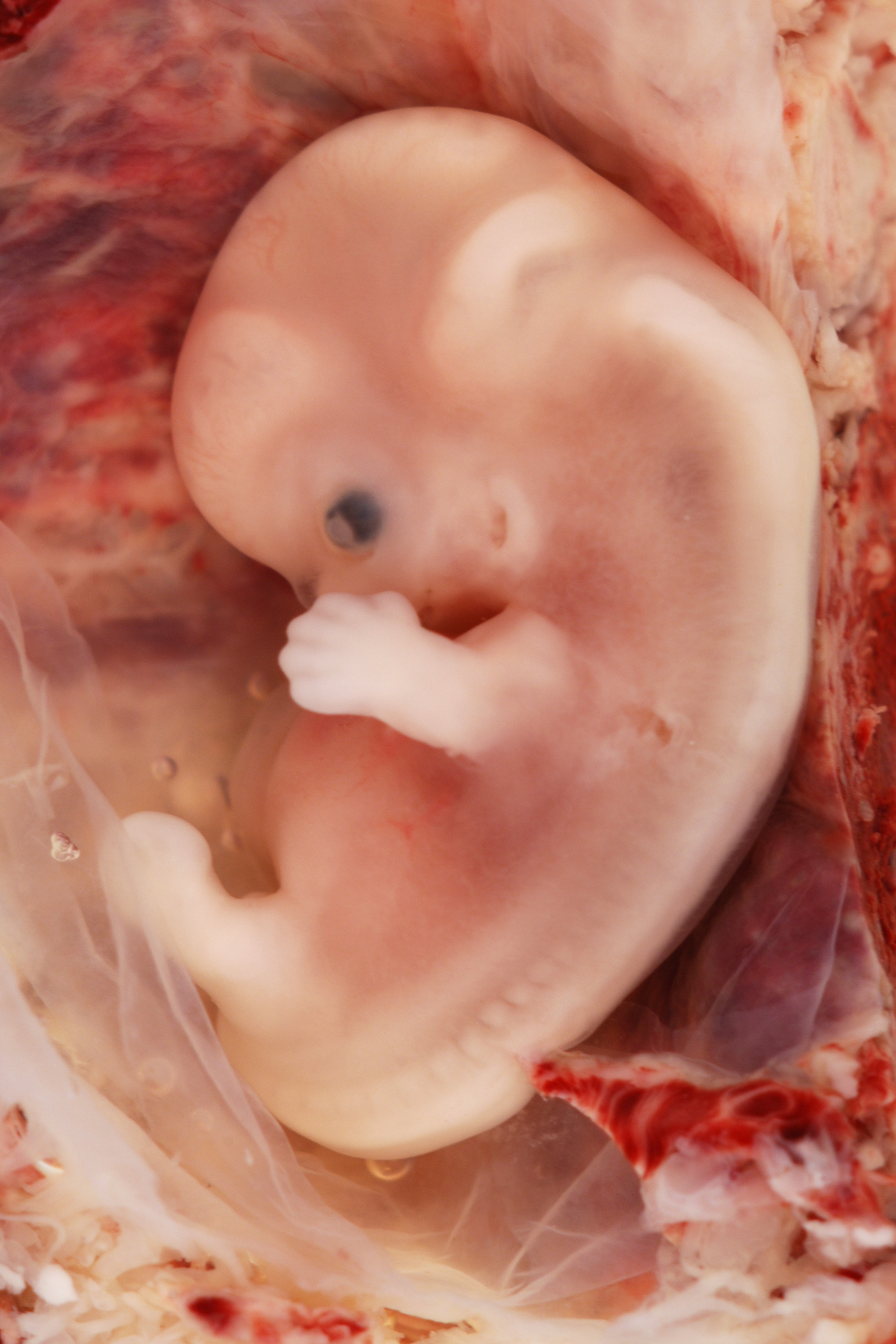
Dit embryo komt ook van een buitenbaarmoederlijke zwangerschap, deze in de cornu (het deel van de baarmoeder waaraan de eileider is bevestigd). De kenmerken komen overeen met een conceptionele leeftijd van zeven weken of als de negende week van de postmenstruele leeftijd.

Postmenstruele leeftijd: 8 weken en 0 dagen tot en met 8 weken en 6 dagen oud. 57-63 dagen na de laatste menstruatie.
Conceptionele leeftijd: Week nr 7. 6 weken oud. 43-49 dagen vanaf de bevruchting.
- De foetus is 18 mm lang en weegt iets minder dan 2 gram. Het embryo wordt vanaf nu foetus genoemd.
- De foetale harttoon (het geluid van de hartslag) kan worden gehoord met een stethoscoop of dopton (doppler).
- Tepels en haarzakjes beginnen zich te vormen.
- Locatie van de ellebooggewrichten en teengewrichten zijn zichtbaar.
- Spontane bewegingen van ledematen kunnen worden waargenomen door echografie.
- De vorming van alle essentiële organen zijn in ieder geval begonnen.
- De dooiergang (ductus omphaloentericus) sluit gewoonlijk.

### Week 10 tot en met 12
Postmenstruele leeftijd: 9 weken en 0 dagen tot en met 11 weken en 6 dagen oud.
Conceptionele leeftijd: 7 weken en 0 dagen tot en met 9 weken en 6 dagen oud.

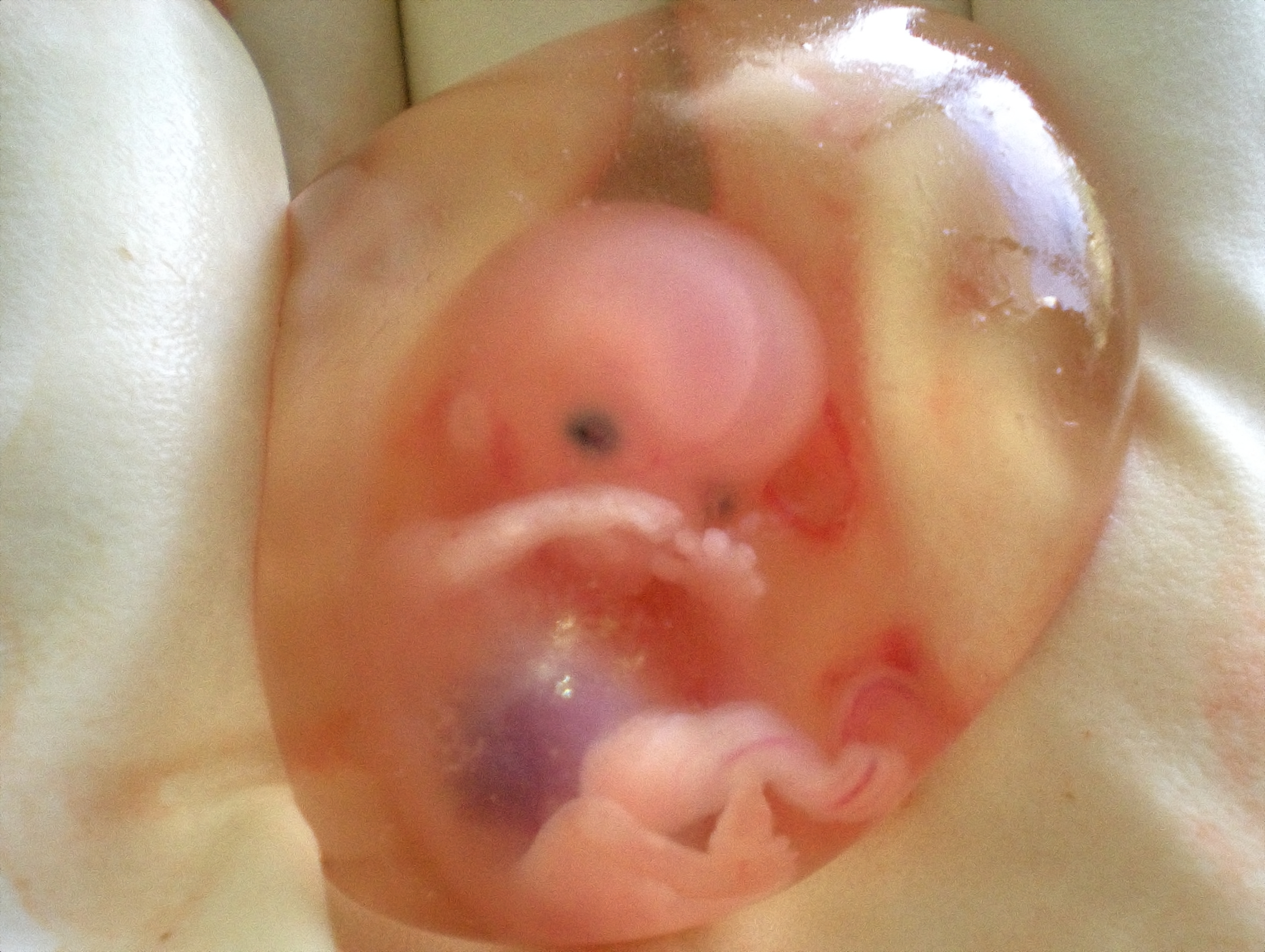
Foetus van 10 weken

- De foetus groeit van 30 mm naar 65 mm en van 2 gram naar 20 gram.[5]
- De ventrale en dorsale alvleesklierknoppen versmelten tijdens de 8e week.
- De darmen roteren.
- De gelaatstrekken blijven zich ontwikkelen.
- De oogleden zijn meer ontwikkeld.
- De uiterlijke kenmerken van het oor beginnen hun definitieve vorm aan te nemen.
- Het hoofd beslaat bijna de helft van de grootte van de foetus.
- Het gelaat is goed gevormd.
- De oogleden sluiten zich en gaan pas rond de 27e week weer open.
- De tandknoppen, die de melktanden zullen vormen, verschijnen.
- De ledematen zijn lang en dun.
- De foetus kan een vuist maken met zijn vingers.
- De geslachtsdelen zijn goed gedifferentieerd.
- De rode bloedcellen worden geproduceerd in de lever.

### Week 13 tot en met 16

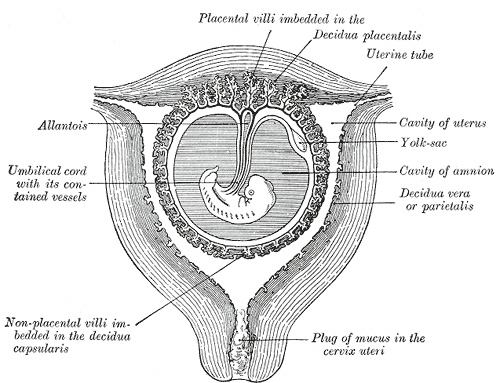
In de derde en vierde maand van de zwangerschap

Postmenstruele leeftijd: 12 weken en 0 dagen tot en met 15 weken en 6 dagen oud.
Conceptionele leeftijd: 10 weken en 0 dagen tot en met 13 weken en 6 dagen oud.
- De foetus groeit in deze periode van 6,5 cm naar 15 cm en van 20 gram naar 120 gram.
- Op het hoofd ontstaat fijn haar, lanugo genaamd.
- Foetale huid is bijna transparant.
- Er is meer spierweefsel en botten ontwikkeld en de botten worden harder.
- De foetus maakt actieve bewegingen.
- Zuigbewegingen worden gemaakt met de mond.
- Meconium wordt gemaakt in het darmkanaal.
- De lever en alvleesklier produceren vochtafscheidingen.
- Vanaf week 13 is geslachtsvoorspelling door echografie bijna 100% accuraat.[6]
- In week 15 is de belangrijkste ontwikkeling van de uitwendige genitaliën voltooid.

### Week 21

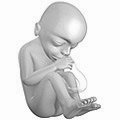
Foetus 18 weken na de bevruchting.

Postmenstruele leeftijd: 20 weken oud.
Conceptionele leeftijd: 18 weken oud.
- De foetus bereikt een lengte van 25 cm en weegt 320 gram
- De lanugo bedekt het hele lichaam.
- De wenkbrauwen en wimpers verschijnen.
- De nagels verschijnen op vingers en tenen.
- De foetus is actiever naarmate de spierontwikkeling toeneemt.
- De zwangere vrouw begint de beweging van de foetus in de baarmoeder te voelen.

### Week 23
Postmenstruele leeftijd: 22 weken oud.
Conceptionele leeftijd: 20 weken oud.
- De foetus bereikt een lengte van 28,5 cm en weegt 440 gram.
- De wenkbrauwen en wimpers zijn goed gevormd.
- Alle delen van het oog zijn ontwikkeld.
- De foetus heeft een handreflex en schrikreflex.
- De voeten en vingers blijven zich verder vormen.
- De longblaasjes vormen zich in de longen.

### Week 26
Postmenstruele leeftijd: 25 weken oud.
Conceptionele leeftijd: 23 weken oud.
- De foetus bereikt een lengte van 32,5 cm en weegt 650 gr.[8]
- De hersenen ontwikkelen zich snel verder.
- Het zenuwstelsel heeft zich zover ontwikkeld dat sommige lichaamsfuncties gecontroleerd kunnen worden.
- De oogleden gaan open en dicht.
- De slakkenhuizen van het oor zijn nu ontwikkeld, hoewel de myelineschede in het neurale deel van het gehoorsysteem zich zal blijven ontwikkelen tot 18 maanden na de geboorte.
- Het ademhalingsstelsel is nog niet volgroeid, maar heeft zich zo ver ontwikkeld dat gasuitwisseling mogelijk is.

### Week 31
Postmenstruele leeftijd: 30 weken oud.
Conceptionele leeftijd: Week nr 29. 28 weken oud.
- De foetus bereikt een lengte van 38 cm en weegt 1,3 kg.
- De foetus zit met opgetrokken knieën.
- De hoeveelheid lichaamsvet neemt snel toe.
- Ritmische ademhalingsbewegingen komen voor, maar de longen zijn nog niet volledig volgroeid.
- De thalamusverbindingen, die voor sensorische input van de zintuigen zorgen, vormen zich.
- De botten zijn volledig ontwikkeld, maar nog steeds zacht en buigzaam.
- De foetus begint veel ijzer, calcium en fosfor op te slaan.

### Week 35
Postmenstruele leeftijd: 34 weken oud.
Conceptionele leeftijd: Week nr 33. 32 weken oud.
- De foetus bereikt een lengte van 42,5 cm en weegt 2,25 kg.
- De lanugo begint te verdwijnen.
- Het lichaamsvet neemt toe.
- De vingernagels bereiken het uiteinde van de vingertoppen.
- De foetus draait met het hoofd naar beneden.

### Week 36 tot en met 40

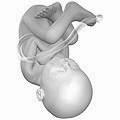
Foetus 38 weken na de bevruchting (conceptionele leeftijd).

Postmenstruele leeftijd: 35 en 0 dagen tot en met 39 weken en 6 dagen oud.
Conceptionele leeftijd: Week nr. 34–38. 33 tot en met 37 weken oud.
- De foetus wordt als voldragen beschouwd aan het einde van de 39e week van de zwangerschapsduur.
- Het kan een lengte hebben van 43,5–49 cm en weegt 2,5-3,5 kg.[9][10]
- De lanugo is verdwenen, behalve op de bovenarmen en schouders.
- De vingernagels zijn langer dan de vingertoppen.
- Kleine borsten zijn bij beide geslachten aanwezig.
- Het hoofdhaar is nu grof en het dikst.
- De foetus gaat het stresshormoon cortisol aanmaken. Dit hormoon komt via de placenta in het bloed van de vrouw. Onder invloed van dit hormoon en de hormonen oxytocine en prostaglandine worden de weeën opgewekt.